# Gebroeders van Tulleken
De eeneiige tweelingbroers jhr. Alexander (Xand) van Hoogenhouck Tulleken en jhr. Christoffer (Chris) van Hoogenhouck Tulleken (18 augustus 1978), ook bekend als Dr. Chris en Dr. Xand, zijn Britse artsen en televisiepresentatoren. Ze zijn bekend van het kinderprogramma Operation Ouch! (2012–2021). Chris van Tulleken is daarnaast bekend van de BBC One-documentaire The Doctor Who Gave Up Drugs (2016) en van het boek Ultra-Processed People (De voedselfuik, 2023) en gaf in 2024 een van de Royal Institution Christmas Lectures over ultrabewerkte voeding.
Beiden zijn telgen uit het Nederlandse adellijke geslacht Tulleken en dragen volgens het Nederlandse adelsrecht het predicaat jonkheer.